# 참상니
《참상니》(중국어 간체자: 馋上你, 정체자: 饞上你, 병음: Chán shàng nǐ 찬상니[*], Craving You)는 KKTV가 방영한 타이완의 드라마이다. 총 회로 구성되며 구호기, 범성장, 송아륜, 우희등이 출연했다.

## 줄거리
학창 시절 어긋난 인연으로 이뤄지지 않았던 첫사랑과 오랜 시간이 지나 다시 만나 의도치 않게 삼각관계에 빠지는 이야기.